# Deutscher Verband Frau und Kultur
Deutscher Verband Frau und Kultur är en tysk förening, grundad i Berlin 1896. Föreningen främjar kreativitet, kulturell utbildning och socialt engagemang bland kvinnor.
Föreningen grundades med namnet Allgemeiner Verein zur Verbesserung der Frauenkleidung eller Der Allgemeine Verein für Verbesserung der Frauenkleidung, med syfte att reformera och förbättra kvinnors kläder och göra dem mer praktiska, hälsosamma och estetiska. 
Det var en del av dräktreformrörelsen, som vid denna tid drev en internationell kampanj för att reformerna kläder för kvinnor.
Föreningen hette Deutscher Verband für Neue Frauenkleidung und Frauenkultur 1912–1914, Verband für deutsche Frauenkleidung und Frauenkultur 1914–1929, Verband deutsche Frauenkultur 1929–1973, och fick 1973 namnet Deutscher Verband Frau und Kultur.

## Historik

### 1896-1914
Strax efter den internationella kongressen för kvinnors arbete och kvinnors strävanden (Der Internationale Kongress für Frauenwerke und Frauenbestrebungen) i Berlin 1896, organiserad av Lina Morgenstern och Minna Cauer, grundade Berlins kvinnor Verein zur Verbesserung der Frauenkleidung den 11 oktober 1896.
Dess första utställning av reformkläder ägde rum i Berlin i april 1897. 1902 splittrades reformföreningen: den återförenades 1907. Föreningen var inkluderad i Deutscher Werkbund. Sedan 1912 hette föreningen Deutscher Verband für Neue Frauenkleidung und Frauenkultur (tyska föreningen för nya kvinnokläder och kvinnokultur).
Fokus de första åren låg på praktisk hjälp. Medlemmar i föreningen utvecklade och delade mönsterblad, gav instruktioner om hur man sydde upp vardagsmodeller, designade yrkeskläder och inrättade syrum. Under mottot "Hälsosamt, praktiskt", vackert presenterades de reformkläder som utvecklats i dess egna ateljéer i filialerna.
Liksom sina motsvarigheter i Norden, Nederländerna och Österrike förespråkade den främst "rationella" underkläder, särskilt att sluta använda korsetter. Rörelsen hade framgång och stimulerade tillverkarna att uppfinna mer hälsosamma korsettmodeller, och Minna Cauer rapporterade 1907 att korsettillverkarna klagade över den stora nedgång i försäljningssiffror de upplevde.

### Senare historia
Från 1914 till 1929 kallades den Verband für deutsche Frauenkleidung und Frauenkultur (sammanslutningen för tysk kvinnoklädsel och kvinnokultur).
Från 1929 utelämnades ämnet damkläder från föreningens namn föreningen hette nu Verband deutsche Frauenkultur (Föreningen för tysk kvinnokultur). 1933 inkorporerades föreningen i Deutsches Frauenwerk och upplöstes senare.
Omorganisationen av föreningen påbörjades 1946. Den första efterkrigskonferensen ägde rum i Hohenlimburg 1948. Den fick 1973 namnet Deutscher Verband Frau und Kultur (Tyska förbundet för kvinna och kultur). Föreningen är medlem i det tyska kvinnorådet, Deutscher Frauenrat.